# Janaki Ammal
Edvaleth Kakkat Janaki Ammal (in malayalam ഇടവലത്ത് കക്കാട്ടു ജാനകി; Thalassery, 4 novembre 1897 – Madras, 7 febbraio 1984) è stata una botanica e genetista indiana.
Fu la prima donna indiana a laurearsi in botanica e genetica e a diventare una ricercatrice di successo nel campo della genetica vegetale. È stata una figura chiave nella promozione della conservazione della flora indiana e nella scoperta di nuove specie di piante.
Viene ritenuta una figura importante nella scienza indiana del XX secolo e ha contribuito in modo significativo alla ricerca sulla genetica vegetale e alla conservazione della flora indiana. La sua vita e il suo lavoro continuano a essere celebrati e studiati oggi, come esempio di dedizione alla scienza e alla protezione dell'ambiente. La sua eredità è stata importante per la conservazione della biodiversità in India e nel mondo, e continua a ispirare molti scienziati e ricercatori di oggi.

## Biografia
Janaki Ammal è nata il 4 novembre 1897 a Tellicherry , nell'attuale stato indiano del Kerala. Suo padre, Diwan Bahadur Edavalath Kakkat Krishnan, un avvocato, era originario del distretto di Cochin e sua madre era originaria del distretto di Madurai. Ha trascorso la sua infanzia in una famiglia che apprezzava l'educazione e il sapere.
Dopo aver completato la scuola elementare a Tellicherry, Janaki Ammal si è trasferita a Madras (ora Chennai) per continuare gli studi. Nel 1921, si è laureata in botanica presso l'Università di Madras e nel 1925 ha ottenuto il dottorato di ricerca in genetica vegetale presso l'Università del Michigan negli Stati Uniti.
Dopo il dottorato, Janaki Ammal ha lavorato come ricercatrice presso l'Imperial Agricultural Research Institute a Pusa (ora a Bihar) in India. Ha iniziato a lavorare come assistente ricercatrice presso il John Innes Horticultural Institution a Londra nel 1928, dove ha continuato la sua ricerca sulle orchidee.
Negli anni '30, Janaki Ammal ha collaborato con il botanico inglese Albert Charles Seward per creare un'opera in 16 volumi sulla flora dell'India britannica. Nel 1934, è diventata la prima donna indiana a ricevere una borsa di studio della Rockefeller Foundation per condurre ricerche sui tessuti delle piante presso il California Institute of Technology.
Nel 1936, Janaki Ammal ha accettato un incarico come assistente direttore al Botanical Survey of India, dove ha continuato a lavorare fino al 1951. Durante il suo lavoro presso il Botanical Survey, ha viaggiato in tutta l'India per raccogliere campioni di piante, ha scoperto nuove specie e ha studiato le piante indiane, sostenendo la loro conservazione.
Dopo aver lasciato il Botanical Survey, Janaki Ammal ha lavorato come professore di botanica presso il Women's Christian College di Madras e ha continuato a pubblicare articoli scientifici e a sostenere la conservazione della flora indiana.

## Riconoscimenti
Janaki Ammal ha ricevuto numerosi riconoscimenti per il suo lavoro nel campo della botanica e della genetica. Nel 1977, ha ricevuto il Padma Shri, uno dei più alti onori civili dell'India. Nel 1980, è stata eletta membro dell'Accademia delle scienze dell'India.

## Eredità
Janaki Ammal è stata una pioniera nel campo della genetica vegetale e ha lasciato un'impronta duratura nella conservazione della flora indiana. Ha scoperto diverse nuove specie di piante, tra cui la famosa "Magnolia kobus var. Janaki Ammal" dalla specie "Magnolia kobus". Ha anche lavorato per identificare e catalogare la flora indiana, contribuendo alla creazione di un'importante collezione di erbari presso il Botanical Survey of India.
Janaki Ammal ha anche sostenuto la conservazione della flora indiana e la protezione delle piante endemiche attraverso la creazione di riserve naturali e la sensibilizzazione sulla biodiversità. Il suo lavoro ha ispirato molti altri scienziati a concentrarsi sulla conservazione della flora indiana e sulla protezione dell'ambiente.
Oggi, Janaki Ammal è ricordata come una delle più importanti scienziate indiane del XX secolo e una delle prime donne a fare una carriera di successo nella scienza in India. La sua vita e il suo lavoro sono stati celebrati attraverso numerosi omaggi, tra cui il riconoscimento del suo contributo alla genetica vegetale da parte dell'American Society of Plant Taxonomists.